# Mayday PAC
Pour les articles homonymes, voir Mayday (homonymie).

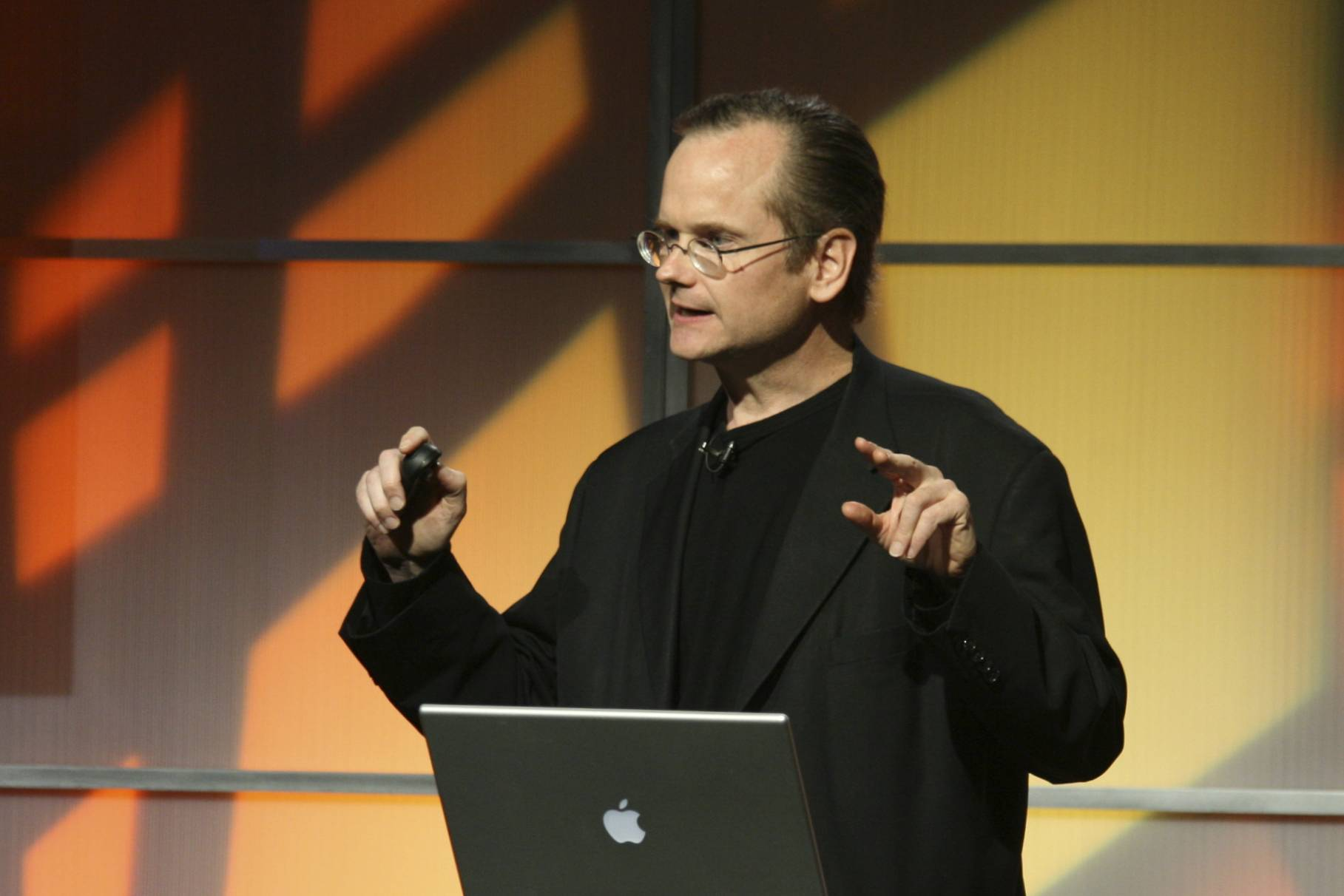
Lawrence Lessig en 2008.

Mayday PAC est un super PAC américain, non-partisan et en financement participatif, créé par le juriste Lawrence Lessig. Son but est d’aider à faire élire des candidats au Congrès des États-Unis afin de faire passer une réforme du financement des campagnes électorales.